# ديفيد باكال
ديفيد باكال (بالإنجليزية: David Bakal)‏ هو لاعب كرة قدم أمريكي في مركز الوسط، ولد في 15 يوليو 1989 في أوكلاند في الولايات المتحدة. لعب مع San Diego Flash ‏.